# لويس غارسيا (لاعب كرة قدم إسباني)
لويس غارسيا (بالإسبانية: Luis Roberto García Toral) (30 مايو 1973 في إسبانيا - ) هو لاعب كرة قدم إسباني في مركز الدفاع. شارك مع منتخب إسبانيا تحت 20 سنة لكرة القدم. أما مع النوادي، فقد لعب مع فالنسيا ميستايا ونادي بطليوس ونادي فالنسيا ونادي كاستييون ونادي هويسكا ونادي غرامينيت وAndorra CF ‏ ونادي ألمرية ‏ ونادي تيراسا ‏ ونادي فيغيراس ‏.

## وصلات خارجية
- لويس غارسيا على موقع قاعدة بيانات كرة القدم.إي يو (الإنجليزية)
- لويس غارسيا على موقع Soccerway.com (الإنجليزية)